# 에드워드 노턴 로렌즈
에드워드 노턴 로렌즈(Edward Norton Lorenz, 1917년 5월 23일~2008년 4월 16일)는 미국 매사추세츠 공과대학의 수학자, 기상학자이다. 혼돈 이론의 선구자로 널리 알려져 있다. 그가 발견한 로렌즈 끌개는 나비 효과라는 신조어가 만들어진 배경이 되었다.

## 생애
에드워드 로렌즈는 미국 코네티컷주의 웨스트하트퍼드(West Hartford)에서 태어났다. 그는 뉴햄프셔주의 다트머스 대학교와 매사추세츠주의 하버드 대학교에서 수학을 전공하였다. 1942 - 1946년 동안 로랜츠는 미국 공군의 기상 관측사로 복무하였다. 2차 대전이 끝나자 로렌즈는 기상학을 연구하기로 결정하였다. 그는 매사추세츠 공과대학교에서 두 개의 학위를 획득하였다. 로렌즈는 1987년 매사추세스 공과대학의 교수로 취임하였으며 이후 생애 끝까지 재직하였다.
1950년대 로렌즈는 기상학의 선형적인 모델에 회의를 느끼게 되었다. 그가 관측한 기상 현상은 비선형이었기 때문이다. 그는 1963년 《대기과학 저널》에 〈결정론적인 비주기적 유동〉(Deterministic Nonperiodic Flow)을 발표하였다. 이 논문은 로렌즈의 가장 큰 업적이 되었으며 혼돈 이론의 시점으로 평가받고 있다. 1969년 로렌즈는 자신의 이론을 나비 효과라 불렀다.
2008년 4월 16일 매사추세츠주 케임브리지의 자택에서 타계했다.

## 수상
1991년 로렌즈는 지구 및 행성 대기에 관한 연구 성과로 쿄토상의 기초과학 분야를 수상하였다. 로렌즈가 수상한 상은 다음과 같다.
- 1969 칼 구스타프 로스비 연구 메달, 미국 기상학회.
- 1973 사이먼 기념 금메달, 왕립 기상학회.
- 1975 미국 국립 과학 아카데미 회원.
- 1981 노르웨이 과학 문학 아카데미 회원.
- 1983 스웨덴 왕립 과학 아카데미, 크라푸트 상.
- 1984 왕립 기상학회 명예회원.
- 1991 혼돈이론에 이바지한 공로로 교토상 수상.
- 2004 바이스 벨롯 메달.

## 혼돈이론과 로렌즈 끌개

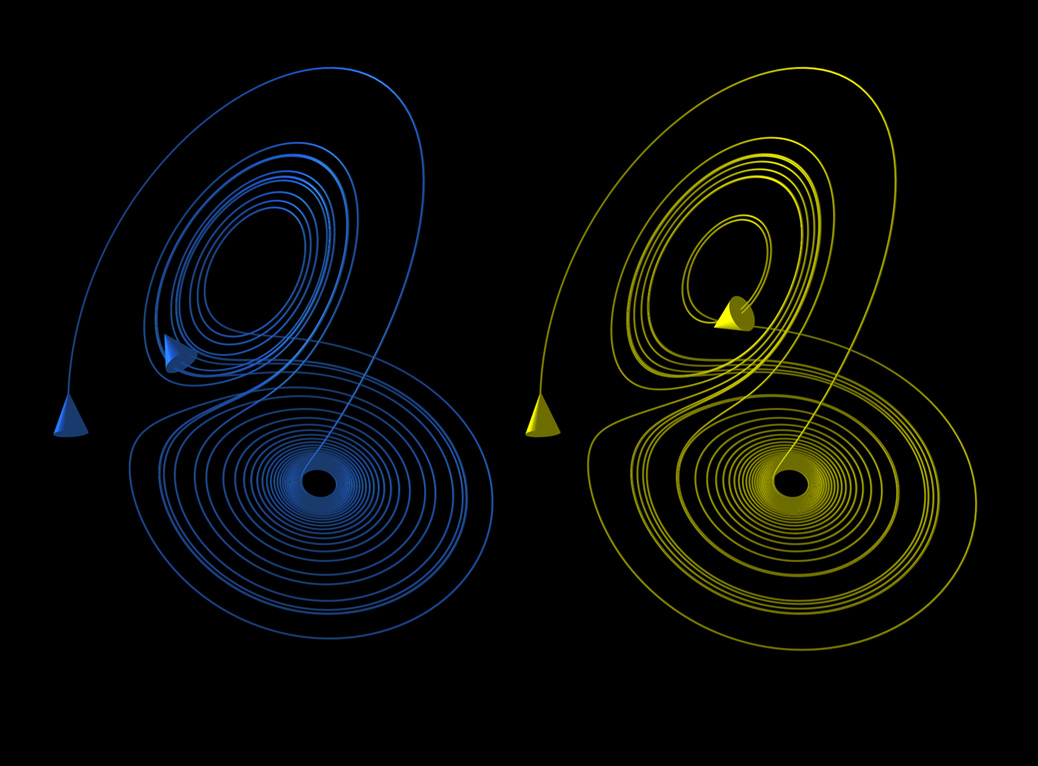
로렌즈 끌개

1960년 초기조건을 다양하게 변화시켜 초보적인 컴퓨터 시뮬레이션에 의한 기상모델을 관찰하던 중 기상패턴이 초기값의 미세한 차이에도 매우 크게 발산한다는 걸 알아차린다. 계산결과를 검증하기 위해 똑같은 데이터를 초기값으로 여러차례 반복하여 시뮬레이션을 하여야 했다. 그러나 초기값의 미세한 차이는 계산결과에 사소한 영향만을 줄 것이라 생각하고, 소수점 아래자리를 모두 입력하지 않았다. 그런데, 크게 다른 결과를 얻게 된 것이다. 이러한 민감한 초기상태 의존성은 나비효과로 명명되었다. 또 이 결과에 따라 컴퓨터를 이용한 정확한 장기 기상예보는 불가능하다는 것이 명백해졌다.
로렌즈는 이러한 결과를 일으킨 수학적 성질을 계속 연구하여, 그 결과를 〈결정론적 비주기 흐름〉(Deterministic Nonperiodic Flow)이라는 제목으로 1963년 기상학 학회지에 발표했다. 이 논문 중에서 그는 방정식에 의한 비교적 단순한 계가 무한히 복잡한 패턴을 만들어낼 수 있다고 기술하고 있으며, 그것이 로렌즈 끌개이다.

## 같이 보기
- 북극진동
- 끌개
- 혼돈 이론
- 온대 저기압
- 기상학
- 수치 예보
- 줄 그레고리 차니